# Santa Catalina (Bolívar)
Pour les articles homonymes, voir Santa Catalina.
Santa Catalina est une municipalité située dans le département de Bolívar, en Colombie.